# Leucadendron nobile
Leucadendron nobile är en tvåhjärtbladig växtart som beskrevs av I. Williams. Leucadendron nobile ingår i släktet Leucadendron och familjen Proteaceae. Inga underarter finns listade i Catalogue of Life.